# Polyrhachis nudata
Polyrhachis nudata é uma espécie de formiga do gênero Polyrhachis, pertencente à subfamília Formicinae.